# コムソモリスカヤ・プラウダ諸島
コムソモリスカヤ・プラウダ諸島(ロシア語: Острова Комсомольской Правды)は、北極海の一部であるラプテフ海に位置するロシア連邦領の9の島から構成されている島嶼群である。1917年のロシア革命以前、諸島はSaint Samuel Islandsと呼ばれていた。その後、ロシアの日刊新聞、コムソモリスカヤ・プラウダにちなんで名づけられた。